# Semicassis umbilicata
Semicassis umbilicata is een slakkensoort uit de familie van de Cassidae. De wetenschappelijke naam van de soort is voor het eerst geldig gepubliceerd in 1861 door Pease.